# Туманова, Тамара Владимировна
Тама́ра Влади́мировна Тума́нова (фамилия при рождении Хасидо́вич (англ. Khassidovitch), 2 марта 1919, Тюмень, Россия — 29 мая 1996, Санта-Моника, США) — прима-балерина, хореограф и актриса армянско-грузинского происхождения. Сценическую карьеру начала в 1932 году в труппе «Русский балет Монте-Карло». С 1930-х годов завоевала ведущие балетные сцены Европы и Америки — Парижскую оперу, «Ковент-Гарден», «Ла Скала». В 1943 году при получении гражданства США сценический псевдоним «Туманова» стал официальной фамилией. Сотрудничала с ведущими труппами мира и исполняла главные партии в созданных под её технические данные балетах Сержа Лифаря, Леонида Мясина, Джорджа Баланчина, Брониславы Нижинской.
Значительную часть жизни провела сначала во Франции, потом в Америке. Снималась в кино. Выступала с собственной концертной программой и в спектаклях мюзик-холла. В качестве хореографа поставила два балета. Прославилась как «чёрная жемчужина русского балета». Выступала на академической сцене до 1969 года.

## Биография

### Происхождение, фамилия, псевдоним
В различных источниках встречаются весьма противоречивые данные как о месте рождения, происхождении, так и о национальной принадлежности Тамары Владимировны Хасидович, выступавшей с 1928 года под сценическим псевдонимом «Туманова», который в 1943 году стал официальной фамилией балерины. Так, в краткой биографической справке Г. М. Шлуглейта (1981) указаны место рождения Шанхай и национальность — русская. Джон Грегори (John Gregory), автор некролога балерины в The Independent, писал (1996), что она родилась в поезде по дороге в Шанхай. Из разговора с Тамарой Тумановой, записанного Михаилом Мейлахом в 1992 году, уточняется, что она родилась в пути между Екатеринбургом и Тюменью.
По линии матери, Евгении Дмитриевны Тумановой (21 апреля 1899, Тифлис, Россия — 29 ноября 1989 Калифорния, США), происходила из княжеской армяно-грузинской семьи Туманишвили (Туманян). Сохранился послужной список деда по матери — князя Дмитрия Захаровича Туманова. Бабушка по материнской линии, Елизавета, носила фамилию Чхеидзе. Происхождение Тамары Тумановой из грузинских дворян также подтверждено некоторыми биографами.
Фамилия Хасидович относится к линии отца, Владимира Дмитриевича Хасидовича (1885—1962)), участника Русско-японской и Первой мировой войн, георгиевского кавалера, получившего в 1920 году звание полковника, автора рассказов о Русско-японской войне. Фамилию Хасидович Владимир Дмитриевич получил от приёмных родителей, усыновивших его после смерти отца — Дмитрия Петровича (1842—1910), значившегося в послужном списке «мещанином Киевской губернии». Различные источники указывают на его польские корни. По другим сведениям, отцом Тамары был Константин Захаров — официальный муж Евгении Дмитриевны Тумановой, что не имеет никаких документальных подтверждений. О родственниках и родителях Захарова ничего не известно.
Кроме этого, большинство (в том числе, прижизненных) публикаций и архивные документы указывают также на частичное армянское происхождение балерины.
Балерина с официальной фамилией Хасидович стала всемирно известной под сценическим псевдонимом Тамара Туманова, который взяла по предложению своего руководителя Ольги Преображенской. 15 апреля 1942 года обратилась с петицией о натурализации и предоставлении гражданства США на имя Тамары Тумановой. Тогда же аналогичные прошения подали её родители, Евгения Дмитриевна и Владимир Дмитриевич Хасидовичи. Просьбы о предоставлении гражданства США и изменения фамилии Хасидович на Туманова были удовлетворены 13 августа 1943 года.

### Обучение
Тамаре было 18 месяцев, когда её родители, Евгения и Владимир, вновь встретились после революции. Семья покинула Россию через Владивосток, чтобы на год обосноваться в Шанхае, где в младенчестве, в самом начале 1920-х годов, Тамара увидела выступление Анны Павловой, гастролировавшей по Дальнему Востоку. В 1925 году семья оказалась в Каире и вскоре после скитаний по лагерям беженцев попала в Париж.
В Париже Тамара Хасидович посещала уроки игры на фортепиано, а с 1925 года начала заниматься балетом в школе Ольги Преображенской. Первый детский дебют состоялся на концерте в присутствии Анны Павловой во дворце Трокадеро в Париже и был восторженно принят зрителями — это произошло 8 июня 1925 года. С 1927 года обучалась в парижском лицее Мишле (Le Lycée Michelet). В конце 1928 года в эмигрантском журнале «Иллюстрированная Россія» уже фигурировал сценический псевдоним: «Тамарочка Туманова — становится знаменитой балериной. Она делает какое-то невероятное рекордное количество „пируэтов“ и приглашена на несколько выступлений в Grande Opera в Париже». Согласно Джону Грегори и Александру Васильеву, Тамара Туманова дебютировала в судьбоносном балете «Веер Жанны» (фр. L'éventail de Jeanne) в возрасте девяти лет. Однако, премьера спектакля на музыку 10 французских композиторов, в частности Равеля, Ибера, Русселя, Мийо, Пуленка, Орика и Шмитта, состоялась в Парижской опере 4 марта 1929 года, когда юной танцовщице уже исполнилось 10 лет. Тогда редкий талант был замечен Джорджем Баланчиным.

### «Бэби-балерина»
В 1932 году два опытных импресарио — Рене Блюм и полковник де Базиль (псевдоним Василия Воскресенского) — создали антрепризу «Русский балет Монте-Карло» (Ballet Russe de Monte Carlo).
Главный балетмейстер новой труппы Джордж Баланчин ввёл в её состав трёх русских девочек: двух 13-летних учениц Ольги Преображенской — Ирину Баронову и Тамару Туманову, и 15-летнюю воспитанницу Матильды Кшесинской Татьяну Рябушинскую. Выступление трио на первом представлении Русского балета Монте-Карло в Лондоне (Alhambra Theatre) 4 июля 1933 года стало большой театральной сенсацией, и с лёгкой руки английского писателя Арнольда Хаскела (Arnold Haskell) их стали называть «бэби-балеринами».
- Заслуга сотворения «беби-балерин» из трёх девушек-подростков, учившихся в Париже у Преображенской и у Кшесинской, принадлежит Баланчину. Сама балерина, кажется, не знала, что ещё за четыре года до этого на неё обратил внимание сам Дягилев. Бессменный режиссёр дягилевской труппы С. Л. Григорьев описывает рождественский ужин в русском ресторане в Париже в обществе Дягилева, который специально туда пошёл, чтобы «увидеть русскую малышку, которая танцует в варьете. Оказалось, что это девчушка лет девяти или десяти, тоненькая и хорошенькая, с живыми черными глазами. Она очень хорошо исполнила несколько русских танцев. Дягилев очень внимательно наблюдал за ней и сказал: „Отлично! Но слишком манерная. Это позже испортит ее танец“. Через пять или шесть лет этой девочке суждено было стать знаменитой Тамарой Тумановой». Опасения Дягилева не оправдались: Туманова получила признание как блистательная балерина, сочетающая чистоту классического стиля с подлинным драматическим талантом..

Татьяна Кузнецова записала воспоминания сверстника Тумановой Юрия Зорича об удивительной технике юного дарования. Они не знали России и впитывали русскую культуру благодаря своим близким и соотечественникам, таким же скитальцам, как и они сами. Тамара поселилась в мансарде Seven Dials, питалась рыбой, покупала еду на уличных рынках и готовила для себя на газовой плите по воскресеньям. Для её первой поездки в Америку с компанией де Базиля зимой 1933—1934 годов у неё не было теплой одежды. Друзья в Лондоне дали ей меховую шубу: «Если бы они мне не помогли, я бы замерзла по дороге». Семья приехала из России с пустыми руками. Когда отец заболел, Тамара стала кормилицей, и в течение нескольких лет от танцевального вундеркинда семья получала большую часть бюджета. Туманова выступала в двух труппах под одинаковым названием Русский балет Монте-Карло. Эти антрепризы много гастролировали как с новыми постановками, так и с восстановленными спектаклями дягилевского репертуара, исколесили на протяжении 1930-х и 1940-х годов полмира, давая спектакли в Европе, Австралии, Северной и Южной Америке. «Я думаю, они обеспечат превосходство русского искусства ещё на долгие годы», — так в мемуарах писала Матильда Кшесинская.
В 1937 году Тамара с родителями переехала из Парижа (Франция), через Мексику, в штат Калифорния, США..

### «Чёрная жемчужина русского балета»
Некоторые называли Туманову «чёрной жемчужиной русского балета» (англ. black pearl of the Russian ballet), поскольку, как писал А. Котон (A. V. Coton), она была «самым прекрасным существом в истории балета» — с шелковистыми чёрными волосами, глубокими карими миндальными глазами и бледной кожей.
Начиная с 1930-х годов Тамара завоёвывает все ведущие балетные сцены Европы и Америки — Парижскую Оперу, Ковент-Гарден, Ла Скала. Балерина сотрудничала с самыми знаменитыми труппами мира. Для неё ставили свои сочинения Серж Лифарь, Леонид Мясин, Джордж Баланчин, Бронислава Нижинская. Для исполнения главных партий Тумановой Баланчин поставил балеты «Котильон» (1932), «Моцартиана» (1933) и «Балюстрада» (1941). С ней репетировал свои балеты Михаил Фокин. Близкие творческие и дружеские отношения связывали Туманову с Александром Глазуновым, Сергеем Прокофьевым, Пабло Пикассо, Марком Шагалом и другими крупнейшими деятелями того времени.
Туманова славилась сценическими костюмами, гримом и прическами. Созданный для неё Варварой Андреевной Каринской (урождённая Жмудская — Karinska, Barbara) костюм Лебедя стал классикой художественной интерпретации этой миниатюры. Об этом пишет её коллега по балету Юрий Зорич:

Тамара обладала безукоризненной красотой в жизни и на сцене. Её техника была бесподобной, динамичной и всегда оставляла незабываемое впечатление своим магнетизмом.

Юрий Зорич так описывал последние дни Тумановой:

Тамару я обожал, мы были большими друзьями. Когда я собирался в Пермь на Дягилевские торжества, меня попросили привезти для музея несколько фотографий Тамары. Мы договорились, что я к ней заеду на чай и заодно их заберу. В день визита я четыре часа не мог ей дозвониться, приехал без звонка и увидел у дверей санитарную машину: Тамару увозили в больницу, у неё оказалась гангрена. Ей предложили ампутировать ногу, но Тамара сказала «нет», так и умерла. Узнав, что она при смерти, я позвонил к ней в палату, утешал её, но она уже не могла говорить; сестра милосердия поднесла трубку к её уху и потом мне рассказывала, что Тамара, услышав мой голос, расплакалась. Я был растроган и очень горевал, что её больше нет. — Она и в старости оставалась невероятно красивой. — Даже в последние годы она хорошо выглядела. Бедная, сколько она перестрадала! Ей постоянно делали диализ. Тамара всегда была гордостью балета! У неё фантастическая техника; мы шутили: когда она делает арабеск, то можно выйти пообедать, вернуться, а она всё ещё будет стоять в арабеске. У Тамары стиль драматический, вообще, в ней было что-то мистическое.

Похоронена на кладбище Hollywood Forever в Голливуде в одной могиле с матерью. Джон Грегори писал в некрологе «… Туманова была замечательной артисткой — великой личностью, которая никогда не останавливалась на достигнутом. История русского балета немыслима без ее имени».

## Фрагменты интервью Тамары Тумановой
Интервью Тамары Тумановой 1992 год — аудиозапись {http://az.lib.ru/mp3/t/tumanowa_t_w/001_Tumanova_interview-1.mp3} [ http://az.lib.ru/t/tumanowa_t_w/text_03_telefon_razgovor-1.shtml]
- Перевод с английского, полностью опубликовано в газете «The Examiner (Launceston? Tas), Saturday, April 19, 1952, page 12» Австралия[56].
- Место рождения: грузовой вагон, пересекавший Сибирь во время гражданской войны. Родители: полковник царской армии и грузинская княгиня(?), бежавшие от большевиков…

В интервью журналу «Американский танцовщик» Тамара Туманова сказала:

Важнейшей вещью в балете является развитие драматических способностей балерины при создании её ролей. Это приходит все больше с опытом передачи на сцене больших чувств и глубоких переживаний. Танец и игра составляют единое целое. Они должны быть взаимосвязаны. Недостаточно быть хорошей или даже блестящей техничкой. Балерина должна быть и тонкой актрисой. Всякий балет, во-первых, означает понимание его музыки. Затем, что не менее важно, драматические качества, которые даже труднее развить, чем первоклассную технику. Техника всегда должна идти фоном. Как только она начинает выставляться напоказ, уровень искусства падает, и мы видим представление, но не артиста. Меня всегда одинаково сильно интересует театр, музыка и драма, точно так же, как и танец. Балерина должна обладать широким и глубоким пониманием всего искусства, только танец недостаточен. Он один вас далеко не уведёт.

## Семья
31 июля 1944 года Тамара вышла замуж за американского сценариста и продюсера Кейси Робинсона, с которым развелась в 1954 году.

## Премии
- Гран-при «Жизель» 1949 год (AURORE (L') No: 1617, 23/11/1949). Балерина вспоминала: «В 1947 году у меня был колоссальный успех. Когда я танцевала Жизель в компании Маркиза де Куэваса (Marquis de Cuevas) — то он стал одним из главных балетов. Мы выступали в Театре де Шайо и Президент Франции (Ориоль, Венсан) вручил мне награду (1949) — бронзовую скульптуру стопы и руки, сделанные с меня. Этим мне давали понять, что Франция признает мою Жизель как одну из лучших». (Francis Mason; Tamara Toumanova; Ballet review. v. 24, no. 3 (fall 1996), p. 54.)

## Роли
«В балете я всегда исполняла царственные роли — принцесса, царица, драматическая героиня, греческая богиня, — рассказывает Туманова в интервью 1970 года. — Так что я привыкла всегда гордо держать голову. Но в „Холмсе“ мсье Уайлдер требовал от меня все выше и выше задирать подбородок! „Вы королева балерин великой уходящей эпохи!“, — твердил он».
- Peter Anastos. A conversation with Tamara Toumanova. Peter Anastos. Ballet review. v 11, no 4, Winter 1984, p 33-57[61]
- 1932 — Волчок, «Детские игры» Леонида Мясина
- 1934 — Комета в «Воображаемых» Лишина, Русские балеты Монте-Карло де Базиля, Лондон

 — Тарантелла в «Волшебной лавке» (Мясин), Русские балеты Монте-Карло де Базиля, Лондон
 — Жена Мельника в «Треуголке» (Мясин), Русские балеты Монте-Карло де Базиля, Чикаго
 — Мексиканка в «Юнион Пасифик» Мясина, Русские балеты Монте-Карло де Базиля, Филадельфия
- 1935 — Бедная пара в «Общественном саду» Мясина, Русские балеты Монте-Карло де Базиля, Чикаго

 — Ведущая танцовщица в «Бале» (Мясин), Русские балеты Монте-Карло де Базиля, Чикаго
- 1936 — Возлюбленная в «Фантастической симфонии» Мясина, Русские балеты Монте-Карло де Базиля, Лондон
- 1938 — Титульная партия в «Жизели» (Петипа, Коралли, Перро), Русский балет Монте-Карло Сержа Дэнема, Лондон
- 1940 — Иллюзия в «Вечной борьбе» Игоря Швецова, Оригинальный русский балет полковника де Базиля, Сидней

 — Сванильда в «Коппелии» (Обухов по версиям Петипа и Сен-Леона), Оригинальный русский балет полковника де Базиля, Сидней
 — Жар-птица, «Жар-птица» Михаила Фокина, Оригинальный русский балет полковника де Базиля, Мельбурн
- 1941 — Третья и четвёртая части в «Балюстраде» Баланчина, Оригинальный русский балет полковника де Базиля, Нью-Йорк

 — Ариадна в «Лабиринте» (Мясин), Русский балет Монте-Карло Сержа Дэнема, Нью-Йорк
 — Кейкуок в «Саратоге» (Мясин), Русский балет Монте-Карло Дэнема, Нью-Йорк
- 1944 — Девушка в «Лунной сонате» (Мясин), Балле Тиэтр (Ballet Theatre), Нью-Йорк

 — Ведущая танцовщица, «Время урожая» Нижинской, Балле Тиэтр, Нью-Йорк
 — Китри в па-де-де из балета «Дон Кихот» (Петипа в редакции Обухова), Балле Тиэтр, Нью-Йорк
- 1944—45 — Фея Драже, па-де-де из балета «Щелкунчик» (Долин, редакция Иванова), Балле Тиэтр, Нью-Йорк

 — Одиллия, па-де-де Чёрного лебедя («Лебединое озеро», 3 картина; Долин по версии Петипа), Балле Тиэтр, Нью-Йорк
- 1947 — Вторая часть «Хрустального дворца» Джорджа Баланчина (партнёр — Роже Ритц), Гранд-опера, Париж

 — Заглавная партия в «Жизели» (Сергеев по версии Петипа, Коралли, Перро), Гранд-опера, Париж
- 1949 Герцогиня — «О любви и смерти» (Del Amor y de la muerte), Ана Рикарда, «Гран балле де Монте-Карло» маркиза де Куэваса, Париж

 — Инфанта в «Ледяном сердце» Лишина, «Гран балле де Монте-Карло» маркиза де Куэваса, Монте-Карло
- 1950 — Заглавная роль в «Федре» (Серж Лифарь), Гранд-опера, Париж

 — Ведущая танцовщица в «Неизвестной» Лифаря, Гранд-опера, Париж
 — Ведущая танцовщица в La Fee d’Aibee (Авелин), Гранд-опера, Версаль
 — Ведущая танцовщица в «Заколдованном камне» Лифаря, Гранд-опера, Париж
- 1951 — Жена Потифара в «Легенде об Иосифе Прекрасном» (Вальман), Ла Скала, Милан

 — Ведущая танцовщица в «Жизни человека» Вальмана, Ла Скала, Милан
- 1952 — Ведущая танцовщица в «Мечте» (Reve) (па-де-де; Долин), Лондонский фестивальный балет, Лондон
- 1956 — Ведущая танцовщица в «Семи смертных грехах» (Шарра), Ла Скала, Милан

 — «Танец семи покрывал» в «Саломее» (опера Р. Штрауса, хореография Тумановой), Ла Скала, Милан
 — Ведущая танцовщица в «Романтической эпохе» (хореография Тумановой), Пиккола Скала, Милан
 — Принцесса в «Фанфарах для принца» (хореография Тара). Бракосочетание принца Ренье и Грейс Келли, Монте-Карло

## Хронология
- 1925 — Впервые выступает на публике в Польке в хореографии Преображенской (музыка Лядова) на гала-концерте А. Павловой во дворце Трокадеро (Париж). Павлова отобрала Туманову из учениц Преображенской.
- 1929 — 4 марта первая ведущая партия. Приглашённая звезда в Гранд-опера (Париж). Исполнила Вальс (музыка Ибера), Польку (музыка Мило), Рондо (музыка Орика), Ярмарочный вальс (музыка Шмитта) в одноактном балете «Веер Жанны» (в 10 частях) Ивонны Франк и Алисы Бурга.
- 1929—1930 — выступает с балетной труппой Гранд-опера в Монте-Карло, Брюсселе и в Женеве в Лиге наций.
- 1931 — по приглашению Баланчина присоединяется к «Русскому балету Монте-Карло» де Базиля-Блюма.
- 1932 — в «Русском балете Монте-Карло» исполняет ведущие роли в балетах Баланчина: Молодая Девушка в «Котильоне», Девушка в «Конкуренции», Люсиль в «Мещанин во дворянстве», Вальс в «Танцевальной сюите»; часть «Классический балет» в опере-балете «Родина»; Китаянка и Мак в танцах в опере «Фэй-ян-Фа»; Китайский Фарфор в танцах в опере «Турандот»; классическое гран па в оперетте «Ночь в Венеции». Партии в балетах Мясина и Фокина: Волчок в «Детских играх», Балерина в «Петрушке», Мазурка и Седьмой Вальс в «Шопениане». Берёт частные уроки у Баланчина (классическое искусство и теория хореографии). Сезоны в Монте-Карло и Париже; гастроли по Европе.
- 1933 — по приглашению Баланчина присоединяется к труппе «Балет 1933» (Баланчин-Джеймс). Исполняет сольные партии в балетах Баланчина «Тема с вариациями» и «Моцартиана», Балерина в «Сновидениях», Девушка в «Празднествах». Сезоны в Париже и Лондоне. Работает в труппе «Русские балеты Монте-Карло» де Базиля. Сольная партия в «Хореартиуме» Мясина (на музыку Четвёртой симфонии И. Брамса). Сезон в Лондоне, гастроли по Великобритании, первый сезон в Нью-Йорке.
- 1934 — в труппе «Русские балеты Монте-Карло» де Базиля: Мексиканка в «Юнион Пасифик», Жена Мельника в «Треуголке», Тарантелла в «Волшебной лавке» (все балеты — Мясина), ведущая партия в «Воображаемых» (Лишин), Одетта в «Лебедином озере» (2-я картина); заглавная роль в «Жар-птице» (Фокин). Гастроли по США, Канаде, Центральной Америке и Европе; сезоны в Париже, Лондоне, Мехико, Барселоне, Гаване, Монреале, Нью-Йорке.
- 1935 — «Русские балеты Монте-Карло» де Базиля: Бедная пара в «Городском саду», главная роль в «Бале» (оба спектакля — Мясина); «Лезгинка» (Нижинская) для гала-концерта в Ковент-Гарден. В репертуар входит партия Авроры из «Свадьбы Авроры» и Девушки из «Призрака розы» (Фокин). Гастроли в США, Канаде и Европе; сезоны в Монте-Карло, Барселоне, Лондоне и Нью-Йорке.
- 1936 — «Русские балеты Монте-Карло» де Базиля: Возлюбленная в «Фантастической симфонии», главная роль в «Чимарозиане» (оба балета — Мясина). Гастроли по США, Канаде и Европе; сезоны в Нью-Йорке и Лондоне.
- 1937 — гастроли по США с «Русскими балетами Монте-Карло» де Базиля.
- 1938 — работает с «Русским балетом Монте-Карло» Леонида Мясина и Сержа Дэнема. В её репертуаре появляется заглавная партия в «Жизели» и главная роль Чунг-Янг в «Испытании любви» (Фокин). Два сезона в Лондоне (Друри-Лейн и Ковент-Гарден).
- 1939 — Выступает в бродвейском мюзикле «Звезды в твоих глазах». Снова работает с «Русскими балетами Монте-Карло» де Базиля.
- 1940 — «Оригинальный Русский балет полковника де Базиля»: Иллюзия в балете «Вечная борьба» (Швецов). В репертуаре появляется роль Сванильды в «Коппелии», Коломбина в «Карнавале» (Фокин), Принцесса в балете «Сто поцелуев» (Нижинская), Страсть в «Предзнаменованиях» (Мясин). Гастроли по Австралии и США; сезоны в Сиднее, Лос-Анджелесе, Чикаго и Нью-Йорке.
- 1941 — «Оригинальный Русский балет полковника де Базиля»: ведущие роли в третьей (Ария) и четвёртой (Каприччио) частях «Балюстрады» Баланчина (на музыку Скрипичного концерта Стравинского). Награждена медалью журнала The Harvard Advocate. По приглашению Мясина снова работает с «Русским балетом Монте-Карло» Мясина-Дэнема. Вместе с Мясиным и балетной компанией снимается в фильме «Испанская фиеста» («Испанское каприччио» Мясина), голливудская студия Warner Brothers. Исполняет партию Ариадны в «Лабиринте» (Мясин-Дали); танцует с Мясиным кейкуок, который он вставил в свою «Саратогу». В репертуаре появляются следующие партии: Женщина в белом в «Красном и черном», вторая часть в «Седьмой симфонии» (оба балета — Мясина); в «Серенаде», Дама червей в «Игре в карты» (оба балета — Баланчина); в «Эльфах» (Фокин); Одиллия в «Волшебном лебеде» («Лебединое озеро», 3 картина); Королева снежинок и Фея Драже в «Щелкунчике». Гастроли с обеими труппами по США и Канаде; сезоны в Нью-Йорке.
- 1942 — продолжает гастроли с «Русским балетом Монте-Карло» Дэнема.
- 1943—1944 — снимается в фильме «Дни славы» с Грегори Пеком (голливудская студия RKO).
- 1944—1945 — получает приглашение от Сола Юрока в «Балле Тиэтр» (Ballet Theatre). Исполняет партию Девушки в «Лунной сонате» Мясина (1944), ведущую роль в балете Нижинской «Время урожая» (1945), Аврору в «Принцессе Авроре». Премьера в западном полушарии па-де-де из балета «Дон Кихот» Петипа в редакции Обухова. В её репертуаре появляются па-де-де Одиллии из «Лебединого озера», па-де-де из «Щелкунчика». Продолжает участвовать в балетах «Жизель», «Петрушка», «Лебединое озеро» (2-я картина), «Шопениана» и «Треуголка». Сезоны в Нью-Йорке и на Западном побережье. Гастроли по США и Канаде.
- 1946 — работает в Голливуде с Баланчиным в проекте, в котором заняты Баланчин, Стравинский, Евгений Берман и Кейси Робинсон (музыка Стравинского, Сен-Санса, Скарлатти, Глазунова и Чайковского).
- 1947 — приглашена в Гранд-опера (Париж). Исполняет: Адажио в «Хрустальном дворце» («Симфония до мажор»), «Русскую песню» (на музыку Чайковского — «Русская пляска»), Невесту в «Поцелуе феи» (все балеты — Баланчина). Исполняет программу своего репертуара: «Жизель», «Лебединое озеро» (2 картина) и «Коппелия». Награда от ВМС Франции после исполнения па де де из балета «Щелкунчик» в присутствии Президента Франции Венсана Ориоля в Министерстве ВМС.
- 1948—1949 — вступает в труппу «Гран балле де Монте-Карло» маркиза де Куэваса. Исполняет: Герцогиню в балете «О любви и смерти» (Ана Рикарда), 1949; Инфанту в «Ледяном сердце» (Лишин); «Классическое гран па-де-де» (Волинин). В репертуаре появляется «Умирающий лебедь», которому её обучил Фокин в 1941 году в Нью-Йорке (Баланчин поставил для неё «Лебедя» в 1949 году на Голландском Фестивале). Гастроли по Европе и Северной Африке. Сезоны в Париже, Монте-Карло, Лондоне, Барселоне, Мадриде, Барселоне, Каире. Кружок критиков и журналистов, пишущих о танце, в Париже в 1949 году присудил Тумановой «Гран-при Жизели».
- 1950 — снова сотрудничает с балетом Гранд-опера. В её репертуаре появляются ведущие роли в балетах Лифаря: «Сюита в белом», «Дивертисмент», заглавные партии в «Федре», «Неизвестной», «Заколдованном камне»; а также ведущая роль в La Fée de L’Aibee (Авелин). На гастролях с компанией танцует па де де из «Щелкунчика». Сезоны во Флоренции, Риме, Рио-де-Жанейро, Сан-Паулу и Буэнос-Айресе. Приглашённая звезда «Гран балле де Монте-Карло» маркиза де Куэваса на Голландском Фестивале: танцует в «Жизели», «Петрушке» и па-де-де из «Щелкунчика».
- 1951 — приглашена в театр «Ла Скала». Среди ролей: Жена Потифара в «Легенде об Иосифе Прекрасном» (Вальман-де Кирико), ведущая танцовщица в «Жизни человека» (Вальман-Савиго). Фестиваль на озере Комо (сезон с «Ла Скала»). Флорентийский фестиваль: в качестве приглашённой артистки танцует в «Лебедином озере» (2-я картина), исполняет гран па-де-де из «Дон Кихота», па-де-де из «Щелкунчика», а также номера «Иллюзия» (муз. Глазунова) и «Радость» (муз. Крейслера) в собственной хореографии (Hommage à la dance classique на Голландском фестивале).
- 1952 — приглашённая танцовщица в лондонском сезоне Лондонского фестивального балета. Танцует с Долиным па-де-де из «Мечты» (Долин). Исполняет свой репертуар: «Жизель», «Лебединое озеро» (2-я картина), «Щелкунчик» (балет целиком), па-де-де из «Дон Кихота», «Умирающий лебедь». Снимается в фильме «Поем сегодня вечером» в роли Анны Павловой (киностудия «20-й век. Фокс», Голливуд), фильм вышел на экраны в 1953 году. Снова присоединяется к балету Гранд-опера. Танцует «Федру», «Жизель», «Лебединое озеро» (2 картина), «Классическое гран па де де». 5 июля исполнила «Умирающего лебедя» в присутствии французского президента Венсана Ориоля во дворце Шамбор и была награждена Медалью Жанны Д’Арк. Стала первой артисткой, выступившей во дворце Шамбор с тех пор, как Мольер поставил здесь своего «Мещанина во дворянстве» в 1670 году. Присоединяется к театру «Ла Скала» на Фестивале на озере Комо. Танцует там свои репертуарные роли («Жизель», «Лебединое озеро» (2 картина), па-де-де из «Щелкунчика» и «Дон Кихота» и «Умирающего лебедя»). Снимается с Джином Келли в фильме «Приглашение на танец» (киностудия Metro-Goldwyn-Mayer, Лондон; фильм вышел в 1956 году). Танцует с Келли в части под названием Ring around the Rosy.
- 1953 — приглашённая звезда балетных компаний театров театр Колон в Буэнос-Айресе и Teatro Municipal в Рио-де-Жанейро . В её репертуаре: «Жизель», «Лебединое озеро» (2-я картина), па де де из «Щелкунчика» и «Дон Кихота», «Умирающий лебедь». Гастролирует со своим концертным репертуаром по Южной Америке.
- 1954—1955 — снимается в фильме «Глубоко в моем сердце» в роли Гэби Деслис (Голливуд, студия Metro-Goldwyn-Mayer). Гастролирует с концертным репертуаром по Латинской Америке. Работает с Лондонским фестивальным балетом (сезон в Лондоне): в её репертуаре появляется заглавная партия в балете «Эсмеральда». Гастроли в США и Канаде.
- 1956 — работает с театром «Ла Скала». Ведущая роль в «Семи смертных грехах» (Шарра); Г. фон Караян поручает ей хореографию и исполнение «Танца семи покрывал» в качестве вставного номера в опере Штрауса «Саломея». Концерт в «Пиккола Скала»: «Ромео и Джульетта» (редакция Лифаря), «Романтическая эпоха» (собственная хореография), па-де-де из «Дон Кихота» и «Умирающий лебедь». В Монте-Карло на церемонии бракосочетания принца Ренье и Грейс Келли исполняет роль Принцессы Грейс в балете «Фанфары для принца» (Кокто, Тара). Гастроли с концертным репертуаром по обеим Америкам. В Рио-де-Жанейро (Арена Мараканазино) исполняет «Ромео и Джульетту», «Умирающего лебедя», па-де-де из «Дон Кихота» перед 30-тысячной аудиторией. Награждена премией города Cidade de São Sebastião do Rio de Janeiro.
- 1957—1958 — продолжает гастроли с концертным репертуаром (в том числе и в ЮАР).
- 1959 — возвращается в Парижскую Гранд-Опера. Танцует «Федру», «Лебединое озеро» (2 картина), «Жизель». В Парижском университете танца получает из рук С. Лифаря Премию Анны Павловой за «Жизель» (1938—1959). Трехнедельный концертный сезон в лондонском театре Сэдлерс-Уэллс: «Гамаюн», «Рыцарь и принцесса», «Вечная любовь», «Дух и сила», «Флоринда и Анджелино», па де де из «Щелкунчика» и «Дон Кихота», «Ромео и Джульетта» (Лифарь), «Умирающий лебедь». Гастроли по Италии и Швейцарии с Лондонским фестивальным балетом.
- 1961 — заглавная партия в «Жар-птице» (Фокин) в театре Колон в Буэнос-Айресе. Гастроли с концертным репертуаром по Латинской Америке. В Teatro Municipal в Рио-де-Жанейро исполнены «Лебединое озеро» (2 картина), па-де-де из «Щелкунчика» и «Дон Кихота», «Умирающий лебедь».
- 1962 — «Федра» в театре Колон; продолжает латиноамериканские гастроли с концертным репертуаром.
- 1963 — «Федра» в Берлинской опере; записывает в Берлине «Федру» на киноплёнку.
- 1965 — снимается у А. Хичкока в фильме «Разорванный занавес» в роли балерины-шпиона (Universal Studios, Голливуд).
- 1966—1969 — снимается в фильме Билли Уайлдера «Частная жизнь Шерлока Холмса» в роли русской балерины Петровой (студия United Artists, Лондон; фильм вышел на экраны в 1970 году).

## Фильмография
- 1942 — «Испанская фиеста» — Гадалка (фильм-балет, хор. Леонид Мясин, реж. Жан Негулеско)
- 1944 — «Дни славы» — Нина (Владимир — Грегори Пек, реж. Жак Турнёр)
- 1953 — «Сегодня мы поём» — Анна Павлова (реж. Митчелл Лейзен)[62]
- 1954 — «Глубоко в моём сердце» — Гэби (реж. Стенли Донен)
- 1956 — «Приглашение на танец» — Девушка на лестнице в эпизоде «Кольцо Рози» (реж. Джин Келли)
- 1966 — «Разорванный занавес» — Балерина (реж. Альфред Хичкок)
- 1970 — «Частная жизнь Шерлока Холмса» — Мадам Петрова (реж. Билл Уайлдер)

## Видео
- Тамара Туманова на YouTube, начиная с 15:25 — в программе «Абсолютный слух» от 23.01.2019.
- Портрет Тамары Тумановой на YouTube
- Tamara Toumanova Dying Swan на YouTube — «Умирающий лебедь» в исполнении 1953 года
- Тамара Туманова в роли Габи Deslys в «Deep in My Heart» (1954)
- Мировая звезда, которую мы не знаем. Тамара Туманова

## Комментарии
1. ↑  Труппа Анны Павловой выступала на гастролях в Шанхае осенью 1922 года.

### Видеоролики 2017 года
- ИВЛ. «Чёрная Жемчужина» русского балета XX века. Тамара Туманова
- Тамара Туманова (Tamara Toumanova). Прима балерина. Рождённая в Тюмени, часть 2
- Тюменская жемчужина «Утро с Вами» 03.03.2017
- Рекемчук Александр Евсеевич о Тамаре Тумановой

### Аудио запись интервью 1992 года
Стенограмма разговора Михаила Мейлаха с Тамарой Тумановой.  

### Видеоролики 2019 года
- Тамара Туманова. Канал «Культура», передача «Абсолютный слух» 23 января 2019
- Мировая звезда, которую мы не знаем. Тамара Туманова

### Выставки
- «Тамара Туманова — черная жемчужина русского балета. К 100-летию со дня рождения», в Доме русского зарубежья им. А. Солженицына.